# Ein Haufen verwegener Hunde
Ein Haufen verwegener Hunde (auch Inglorious Bastards – Das Original; Originaltitel: Quel maledetto treno blindato, übersetzt: „Dieser verdammte gepanzerte Zug“) ist ein italienischer Kriegsfilm aus dem Jahre 1978 vom Regisseur Enzo G. Castellari. Seine Erstaufführung fand am 17. November 1978 statt.

## Handlung
Die Handlung spielt im Zweiten Weltkrieg in Frankreich, 1944. Ein Gefangenentransport der amerikanischen Militärpolizei, bestehend aus Dieben und Deserteuren, fällt einem deutschen Luftangriff zum Opfer. Fünf der Delinquenten gelingt dadurch die Flucht. Unter der Führung von Leutnant Robert Yeager wollen sich der hünenhafte Schwarze Canfield, der Chicagoer Kleinganove Tony, das diebische Organisationstalent Nick und der junge Berle in die neutrale Schweiz absetzen.
Unterwegs schließt sich ihnen der Wehrmachtsdeserteur Armin Sachs an, mit dessen Hilfe sie sich durch die deutschen Linien schlagen wollen. Auf ihrer abenteuerlichen Flucht geraten sie in ein Gefecht zwischen amerikanischen und deutschen Truppen, entkommen einem Erschießungskommando der SS und haben eine gefährliche Begegnung mit schwer bewaffneten Wehrmachtshelferinnen. Bei einem Zusammenstoß mit einer deutschen Patrouille wird diese vernichtet, aber auch Sachs kommt bei der Auseinandersetzung ums Leben.
Als die Flüchtlinge allerdings wenig später auf eine Gruppe französischer Partisanen unter der Führung eines gewissen „Veronique“ treffen, stellt sich heraus, dass die Patrouille aus amerikanischen Elitekämpfern bestanden hatte, die sich, als Wehrmachtssoldaten getarnt, zu den Partisanen durchschlagen wollten, um mit deren Hilfe ein geheimes Kommandounternehmen durchzuführen. Leiter der Aktion sollte der britische Colonel Buckner sein, der mit dem Fallschirm zu den Partisanen gelangt und dem Yeager nun anbietet, stattdessen mit seinen Leuten das Kommando durchzuführen und dafür Straffreiheit zu erlangen. Buckner weigert sich und besteht darauf, die fünf vor ein Kriegsgericht zu stellen. Erst als der Brite in deutsche Gefangenschaft gerät und Yeagers Truppe ihn im Handstreich aus einer SS-Kommandozentrale befreit, willigt er schließlich ein.
Das Ziel der Aktion ist es, ein Zielgerät aus einem Prototyp des V2-Raketenkopfes hinter die amerikanischen Linien zu befördern. Zu diesem Zweck muss ein Zug gekapert werden, der die Waffen in einem mobilen Labor durch Frankreich transportiert.
Yeager und Buckner besteigen den Zug, getarnt als Ballistikexperten der Wehrmacht. Tony und Berle sprengen die Eisenbahnbrücke, die der Transport überqueren sollte, in die Luft. Sie schmuggeln sich dann an Bord des Zuges, um die Waggons mit den Wachmannschaften abzukoppeln und den Zug in den nahe gelegenen Bahnhof von Pont Massons umzuleiten, der bereits von Veronique und seinen Männern eingenommen wurde. Doch plötzlich taucht hier ein Truppentransport der Wehrmacht auf, der den Bahnhof nach heftigem Kampf zurückerobert. Veronique und der Großteil seiner Leute kommen hierbei ums Leben. Canfield kann fliehen und läuft dem einfahrenden Zug entgegen, um seine Kameraden zu warnen. Tony, Colonel Buckner, dem es gelungen ist, das Zielgerät aus dem Prototyp an sich zu bringen, und der schwer verwundete Canfield können sich schließlich retten. Berle, Nick und Lieutenant Yeager überleben das Himmelfahrtskommando nicht.
Der Bahnhof von Mont Passons wird beim Eintreffen des Zuges mitsamt den deutschen Soldaten in die Luft gesprengt, da es dem tödlich verletzten Yeager noch gelungen ist, den Selbstzerstörungsmechanismus der V2 zu aktivieren. Inmitten der Trümmer und des Chaos kann Tony schließlich die junge Französin Nicole in die Arme schließen, die er im Lager der Partisanen kennen- und lieben gelernt hat.

## Kritiken
„Eine in der gekürzten deutschen Fassung zynische Schießballade, in der der Krieg zum Abenteuer à la Italo-Western verkommt.“

„‚Seewolf‘ Harmstorf als Weltkriegskämpfer in einer mäßig spannenden frühen Stahlgewitterballade; (Negativ-)Vorbild für folgende Söldnerstreifen. (Wertung: 2 Sterne – durchschnittlich)“

„[E]in ansehnliches Exemplar aus der Sparte Exploitationfilm, das eigentlich nur mit einem Augenzwinkern genossen werden kann […]. Die unrühmlichen Mistkerle sind eine willkommene Abwechslung zu den Big-Budget-Helden.“

## Sonstiges
Der internationale Titel des Filmes, der in den USA unter zahlreichen Titeln aufgeführt wurde, ist Inglorious Bastards. Etliche Handlungsstränge dienten als Inspiration für Quentin Tarantinos Film Inglourious Basterds, in welchem Regisseur Castellari auch einen Cameoauftritt hat.
Nach dem Kinostart des Tarantino-Filmes wurde die DVD-Ausgabe des Streifens unter diesem Titel neu herausgebracht. Auch eine deutsche DVD-Auflage des Films versucht, das Cover von Inglourious Basterds zu imitieren. So wird dieselbe Schriftart verwendet und Quentin Tarantino genannt.
Die deutsche Synchronfassung von 1978 ist um etliche Minuten kürzer, sodass die für die DVD-Veröffentlichung wieder eingefügten Stellen italienische Synchronstimmen mit deutschen Untertiteln haben. Dies ist vor allem bei den Szenen mit Raimund Harmstorf kurios, wenn dieser in der italienischen Fassung mit deutlichem schweizerischen Akzent deutsch spricht.